# Hallenradsport-Weltmeisterschaften 2021
Die Hallenradsport-Weltmeisterschaften 2021 fanden vom 29. bis zum 31. Oktober 2021 in der Porsche-Arena in Stuttgart statt. Es wurden Wettkämpfe im Radball und Kunstradfahren ausgetragen. Die Veranstaltung war bereits im November 2020 in der baden-württembergischen Landeshauptstadt vorgesehen gewesen, musste aber wegen der seinerzeit herrschenden Corona-Pandemie abgesagt werden.
Deutschland sicherte sich in allen Disziplinen die Goldmedaille. Darüber hinaus gewannen sie in vier Disziplinen zusätzlich die Silber-Medaille. Daneben wurde Österreich einmal Zweiter und dreimal Dritter. Die Schweiz wurde in einem Wettbewerb Zweiter und in zweien Dritter.

## Radball
Das Männer-Turnier umfasste zwei Gruppen: Gruppe A mit den sechs stärksten Nationen des Vorjahres und Gruppe B mit drei weiteren Mannschaften. In Gruppe A spielte zunächst jede Mannschaft gegen jede andere, in der Gruppe B zweimal. Die fünf bestplatzierten Mannschaften der Gruppe A ermittelten anschließend in einem modifizierten K.-o.-System den Weltmeister. Der Tabellensechste der Gruppe A trat gegen den Sieger der Gruppe B um den Aufstieg respektive Verbleib in Gruppe A an.

### Männer Gruppe A
Vorrunde
Das Spiel Österreichs gegen Tschechien endete mit einem Platzverweis für Patrick Schnetzer, so dass es mit 5:0 für Tschechien gewertet wurde.
| Rang | Team        | Deutschland | Schweiz | Osterreich | Tschechien | Frankreich | Belgien | S | U | N | Tore    | Punkte |
| ---- | ----------- | ----------- | ------- | ---------- | ---------- | ---------- | ------- | - | - | - | ------- | ------ |
| 1.   | Deutschland |             | 0:1     | 7:4        | 7:4        | 5:1        | 2:0     | 4 | 0 | 1 | 21 : 10 | 12     |
| 2.   | Schweiz     | 1:0         |         | 3:3        | 4:2        | 4:2        | 1:2     | 3 | 1 | 1 | 13 : 9  | 10     |
| 3.   | Österreich  | 4:7         | 3:3     |            | 0:5        | 3:1        | 9:2     | 2 | 1 | 2 | 19 : 18 | 7      |
| 4.   | Tschechien  | 4:7         | 2:4     | 5:0        |            | 4:5        | 5:2     | 2 | 0 | 3 | 20 : 18 | 6      |
| 5.   | Frankreich  | 1:5         | 2:4     | 1:3        | 5:4        |            | 2:1     | 2 | 0 | 3 | 11 : 17 | 6      |
| 6.   | Belgien     | 0:2         | 2:1     | 2:9        | 2:5        | 1:2        |         | 1 | 0 | 4 | 7 : 19  | 3      |

Finalrunde
|  | 2. Runde | 2. Runde   | 2. Runde |  |  | 3. Runde   | 3. Runde   | 3. Runde |  |  | Halbfinale | Halbfinale  | Halbfinale |  |                  | Finale           | Finale           | Finale |
|  |          |            |          |  |  |            |            |          |  |  |            |             |            |  |                  |                  |                  |        |
|  | Spiel 1  |            |          |  |  |            |            |          |  |  |            |             |            |  |                  |                  |                  |        |
|  | 2        | Schweiz    | 2        |  |  |            |            |          |  |  |            |             |            |  |                  |                  |                  |        |
|  | 5        | Frankreich | 1        |  |  |            |            |          |  |  |            |             |            |  |                  |                  |                  |        |
|  |          |            |          |  |  | Schweiz    | 6          |          |  |  |            |             |            |  |                  |                  |                  |        |
|  | Spiel 2  | Spiel 2    | Spiel 2  |  |  | Österreich | 5          |          |  |  |            |             |            |  |                  |                  |                  |        |
|  | 3        | Österreich | 3        |  |  |            |            |          |  |  |            |             |            |  |                  |                  |                  |        |
|  | 4        | Tschechien | 2        |  |  |            |            |          |  |  |            |             |            |  |                  | Schweiz          | 2                |        |
|  |          |            |          |  |  |            |            |          |  |  |            |             |            |  |                  | Deutschland      | 5                |        |
|  |          |            |          |  |  | V1         | Frankreich | 2        |  |  |            |             |            |  |                  |                  |                  |        |
|  |          |            |          |  |  | V2         | Tschechien | 9        |  |  |            | Deutschland | 5          |  | Spiel um Platz 3 | Spiel um Platz 3 | Spiel um Platz 3 |        |
|  |          |            |          |  |  |            |            |          |  |  | 1          | Tschechien  | 4          |  |                  |                  | Österreich       | 6      |
|  |          |            |          |  |  |            |            |          |  |  |            |             |            |  |                  |                  | Tschechien       | 3      |

Endstand
| Rang | Land        | Spieler          | Spieler           |
| ---- | ----------- | ---------------- | ----------------- |
| 1    | Deutschland | Gerhard Mlady    | Bernd Mlady       |
| 2    | Schweiz     | Severin Waibel   | Benjamin Waibel   |
| 3    | Österreich  | Stefan Feurstein | Patrick Schnetzer |
| 4    | Tschechien  | Jan Havlíček     | Robert Zvolánek   |
| 5    | Frankreich  | Mathias Seyfried | Quentin Seyfried  |
| 6    | Belgien     | Brecht Damen     | Niels Dirikx      |

### Männer Gruppe B
| Rang | Land     | Spieler        | Spieler           |
| ---- | -------- | -------------- | ----------------- |
| 1    | Japan    | Yuma Takahashi | Yusuke Murakami   |
| 2    | Ungarn   | Vilmos Toma    | Tamás Arendás     |
| 3    | Hongkong | Ho Wing Tai    | Ka Kin Kenny Chan |

### Relegation
Japan trat als Sieger der Gruppe B im Relegationsspiel gegen das Team aus der Belgien – den Tabellensechsten der Gruppe A – um den Aufstieg respektive Verbleib in Gruppe A an.
 Belgien 8 – 2  Japan

## Kunstradfahren
Es wurden Wettkämpfe im Einer und Zweier bei den Frauen, im Einer der Männer und im Zweier und Vierer der offenen Klasse durchgeführt.
Jeder Teilnehmer bzw. jedes Team hatte eine Kür zu fahren. Diese dauerte maximal fünf Minuten und beinhaltete bei den Einzelstartern bis zu 30 und bei den Teams bis zu 25 verschiedene Elemente mit je einer gewissen Schwierigkeitsstufe, die mit der Grundpunktzahl addiert als Basis für die Bewertung dienten (eingereichte Punkte). Das Endresultat ergab sich nach Abzug der Fehlerpunkte (ausgefahrene Punkte).

### Einer Frauen
Insgesamt nahmen an diesem Wettkampf 19 Athletinnen aus 13 Nationen teil.
- Michelle Andrich
- Michelle Lynn Bestler
- Tamaris Franke Fontinha
- Lara Füller
- Alexandra Georgidis
- Hiu Shuen Wong
- Alessa Hotz
- Zsófia Hugyecz
- Ka Man So
- Nazuki Kondo
- Jeannette Lyonnet
- Magdalena Müller
- Sofia Reichert
- Alice Rieb
- Saskia Schäffler
- Lorena Schneider
- Milena Slupina
- Gracia Sotomayor
- Julianna Sugta

Folgende vier Fahrerinnen erreichten das Finale:
| Rang | Land        | Fahrerin         | einger. | ausgef. |
| ---- | ----------- | ---------------- | ------- | ------- |
| 1    | Deutschland | Milena Slupina   | 200,10  | 194,56  |
| 2    | Deutschland | Lara Füller      | 192,90  | 182,96  |
| 3    | Schweiz     | Alessa Hotz      | 180,60  | 169,95  |
| 4    | Österreich  | Lorena Schneider | 181,60  | 161,58  |

### Einer Männer
Insgesamt nahmen an diesem Wettkampf 14 Athleten aus 9 Nationen teil.
- Emilio Arellano
- Daniel Andrés Hecktor
- Dominic Fontinha Franke
- Rahman Mohammad Hassan
- Radek Jančík
- Lukas Kohl
- Jakub Mašek
- Max Maute
- Maxime Rieb
- Maxime Schaal
- Marcel Schnetzer
- Martin Schön
- Kosuke Shibayama
- Csaba Varga

Folgende vier Fahrer erreichten das Finale:
| Rang | Land        | Fahrer          | einger. | ausgef. |
| ---- | ----------- | --------------- | ------- | ------- |
| 1    | Deutschland | Lukas Kohl      | 212,70  | 210,07  |
| 2    | Deutschland | Max Maute       | 203,10  | 184,17  |
| 3    | Spanien     | Emilio Arellano | 198,10  | 182,37  |
| 4    | Tschechien  | Jakub Mašek     | 167,10  | 151,35  |

### Zweier Frauen
Insgesamt nahmen am Wettkampf neun Teams aus sieben Nationen teil. Folgende Paare erreichten das Finale:
| Rang | Land        | Fahrerin 1          | Fahrerin 2        | einger. | ausgef. |
| ---- | ----------- | ------------------- | ----------------- | ------- | ------- |
| 1    | Deutschland | Selina Marquardt    | Helen Vordermeier | 148,30  | 137,32  |
| 2    | Deutschland | Sophie-Marie Wöhrle | Caroline Wurth    | 154,60  | 128,93  |
| 3    | Österreich  | Rosa Kopf           | Svenja Bachmann   | 129,70  | 121,31  |
| 4    | Schweiz     | Julia Hämmerli      | Sina Bäggli       | 112,90  | 098,92  |

### Zweier offen
Es nahmen nur vier Paare teil, so dass der Wettkampf direkt im Finale entschieden wurde.
| Rang | Land        | Fahrer 1         | Fahrer 2            | einger. | ausgef. |
| ---- | ----------- | ---------------- | ------------------- | ------- | ------- |
| 1    | Deutschland | Serafin Schefold | Max Hanselmann      | 174,20  | 168,21  |
| 2    | Deutschland | Nico Rödiger     | Lea-Victoria Styber | 162,80  | 151,38  |
| 3    | Österreich  | Marcel Schnetzer | Katharina Kühne     | 157,70  | 121,16  |
| 4    | Tschechien  | Jakub Mašek      | Tomáš Gruna         | 118,20  | 098,40  |

### Vierer
Das Teilnehmerfeld bestand aus drei Teams, so dass keine Final-Qualifikation erforderlich war. Deutschland war durch den VfH Worms vertreten, Österreich durch die Mannschaft des RC Mazda Hagspiel Höchst und die Schweiz durch eine gemeinsame Mannschaft von VC Rheineck und KRF Uzwil.
| Rang | Land        | Mannschaft                                                | einger. | ausgef. |
| ---- | ----------- | --------------------------------------------------------- | ------- | ------- |
| 1    | Deutschland | Sabrina Born Nora Erbenich Annika Furch Hannah Rohrwick   | 239,50  | 203,29  |
| 2    | Österreich  | Leonie Huber Lea Schneider Lukas Schneider Julia Wetzel   | 224,10  | 177,46  |
| 3    | Schweiz     | Ronja Zünd Fabienne Haas Laura Tarneller Nadine Bissegger | 233,70  | 176,40  |